# مارگریت
مارگریت یا مارگرت (به انگلیسی: Margaret) نامی‌است ویژهٔ زنان و برابر با مارگارت در زبان فرانسوی. صورت سوئدی این نام مارگارتا، روسی و اسپانیایی‌اش مارگاریتا می‌باشید.
در جهان مسیحی مارگرت نام محبوبی است. در سدهٔ چهارم میلادی قدیسی به نام مارگرت باکره می‌زیسته‌است. به نام او در طول قرون وسطی تا دوران کنونی از این نام میان مسیحیان بهره برده‌اند.

## سرشناسان با نام مارگریت
- مارگریت دو ناوار